# الشر الذي يفعله الرجال (فلم)
الشر الذي يفعله الرجال (بالإنجليزية: The Evil That Men Do) هو فيلم أكشن وإثارة عام 1984 من إخراج جيه. لي تومسون وبطولة تشارلز برونسون وتيريزا سالدانا وجوزيف ماهر.

## وصلات خارجية
- مقالات تستعمل روابط فنية بلا صلة مع ويكي بيانات